# Jim Spencer
James Lloyd Spencer (Hanover, Pensilvania, 30 de julio de 1947-Fort Lauderdale, Florida, 10 de febrero de 2002), más conocido como Jim Spencer, fue un jugador profesional estadounidense de béisbol que se desempeñó en la posición de primera base en las Grandes Ligas de Béisbol (MLB). Es poseedor de dos Guantes de Oro.

## Carrera
Spencer jugó como profesional seis temporadas en California Angels (1968-1973), después pasó a Texas Rangers (1973-1975), luego a Chicago White Sox (1976-1977), posteriormente a New York Yankees (1978-1981), y finalmente, a Oakland Athletics, donde jugó dos temporadas (1981-1982), y fue el equipo en el que se retiró.

## Premios
Fue galardonado con el Guante de Oro en dos oportunidades (1970 y 1977).